# Путкінська ГЕС
Путкінська ГЕС — гідроелектростанція у Карелії. Знаходячись після Підужемської ГЕС (48 МВт), становить нижній ступінь каскаду на річці Кем, яка впадає до протоки Західна Соловецька Салма (Біле море).
У межах проекту річку перекрили земляною греблею висотою 18 метрів та довжиною 227 метрів до якої праворуч прилягає бетонна водопропускна ділянка довжиною 27 метрів. Крім того, для закриття сідловин на правобережжі знадобились дві дамби висотою 16 та 14 метрів при довжині 232 та 622 метра відповідно. Разом ці споруди утримують водосховище з площею поверхні 6,4 км2 та об'ємом 50 млн м3 (корисний об'єм 3 млн м3).
Від греблі про правобережжю прокладено дериваційний канал довжиною 1,5 км, який на завершенні перекриває руслова будівля машинного залу. Останній обладнали трьома турбінами типу Каплан потужністю по 28 МВт, які використовують напір у 20 метрів та забезпечують виробництво 396 млн кВт-год електроенергії на рік.
Відпрацьована вода повертається у річку по відвідному каналу довжиною 0,2 км.
Видача продукції відбувається по ЛЕП, розрахованим на роботу під напругою 330 кВ, 220 кВ та 110 кВ.